# Rozbicie zbioru

Podział zbioru na sześć części.

Rozbicie zbioru, podział zbioru, partycja zbioru – każda rodzina {\displaystyle \{A_{t}\colon t\in T\}} podzbiorów ustalonego zbioru {\displaystyle A} spełniająca trzy warunki – podzbiory te:
- są niepuste,
{\displaystyle \forall _{t\in T}A_{t}\neq \varnothing ;}
- są parami rozłączne,
{\displaystyle A_{i}\neq A_{j}\implies A_{i}\cap A_{j}=\varnothing ;}
- sumują się do danego zbioru,
{\displaystyle A=\bigcup _{t\in T}A_{t}.}

Elementy podziału, czyli podzbiory {\displaystyle A_{t}} wyżej zdefiniowanej rodziny, nazywa się niekiedy klasami rozbicia.
Liczba sposobów podziału skończonego zbioru {\displaystyle n}-elementowego wyraża się {\displaystyle n}-tą liczbą Bella, {\displaystyle B_{n}.} Jeśli zbiór ma {\displaystyle \kappa } elementów, to istnieje {\displaystyle 2^{\kappa }} możliwych podziałów tego zbioru. Innymi słowy, zbiór podziałów zbioru {\displaystyle Z} jest równoliczny ze zbiorem potęgowym {\displaystyle {\mathcal {P}}(Z)} zbioru {\displaystyle Z.}

## Przykłady
Ponieważ jedynym podzbiorem zbioru pustego jest podzbiór pusty, to jedynie pusta rodzina zbiorów może być rozbiciem zbioru pustego. Niekiedy wyklucza się tę możliwość w definicji.
Podział zbioru jednoelementowego składa się jednego elementu: tego właśnie zbioru.
Istnieją dwa podziały zbioru {\displaystyle \{1,2\},} mianowicie rodzina złożona ze zbioru {\displaystyle \{1,2\}} (podział jednoelementowy) oraz rodzina składająca się ze zbiorów {\displaystyle \{1\},\{2\}} (podział dwuelementowy).
Trójelementowy zbiór {\displaystyle \{a,b,c\}} można podzielić na jeden z pięciu sposobów:
- {\displaystyle {\big \{}\{a,b,c\}{\big \}},}
- {\displaystyle {\big \{}\{a\},\{b,c\}{\big \}},}
- {\displaystyle {\big \{}\{a,b\},\{c\}{\big \}},}
- {\displaystyle {\big \{}\{a,c\},\{b\}{\big \}},}
- {\displaystyle {\big \{}\{a\},\{b\},\{c\}{\big \}}.}